# Plusioglyphiulus dubius
Plusioglyphiulus dubius är en mångfotingart som först beskrevs av Carl Graf Attems 1938.  Plusioglyphiulus dubius ingår i släktet Plusioglyphiulus och familjen Glyphiulidae. Inga underarter finns listade i Catalogue of Life.